# Возвращение Джека Потрошителя
«Возвращение Джека Потрошителя» (известен также под названием «Маньяк из преисподней») — слэшер/триллер 2001 года режиссёра Джона Эйрса. В 2004 году вышел сиквел фильма «Возвращение Джека Потрошителя 2». Премьера фильма состоялась 8 августа 2001 года.

## Сюжет
Девушка Молли учится в университете на юридическом факультете, где основное её внимание занимает криминалистика, преступная деятельность маньяков-убийц. Как ни странно, в университете начинаются серийные убийства, жертвами которых становятся её сокурсники. Группа студентов вместе с Молли начинает расследование преступлений в надежде обнаружить преступника. Вскоре выясняется, что все свои убийства преступник совершает, копируя способы известного убийцы прошлого — Джека Потрошителя.

## В ролях
| Актёр          | Роль           |
| -------------- | -------------- |
| Эй Джей Кук    | Молли          |
| Брюс Пэйн      | Маршалл Кейн   |
| Райан Норткотт | Джейсон Корда  |
| Клэр Кэм       | Шанталь Этьенн |
| Келли Брук     | Мариса Таварес |
| Юрген Прохнов  | детектив Келсо |